# Барвон (річка)
Барвон — річка у Вікторії, Австралія. Найбільше місто над річкою — Джелонг.

## Міста
Міста, якими протікає Барвон:
- Форрест
- Барвон Даунс
- Біррегура
- Вінчелсі
- Джелонг
- Оушен Грув
- Барвон Хедс

## Притоки
- Лі / Ярроу
- Моррабул
- Хайтон/Ньютон